# Quinceañera

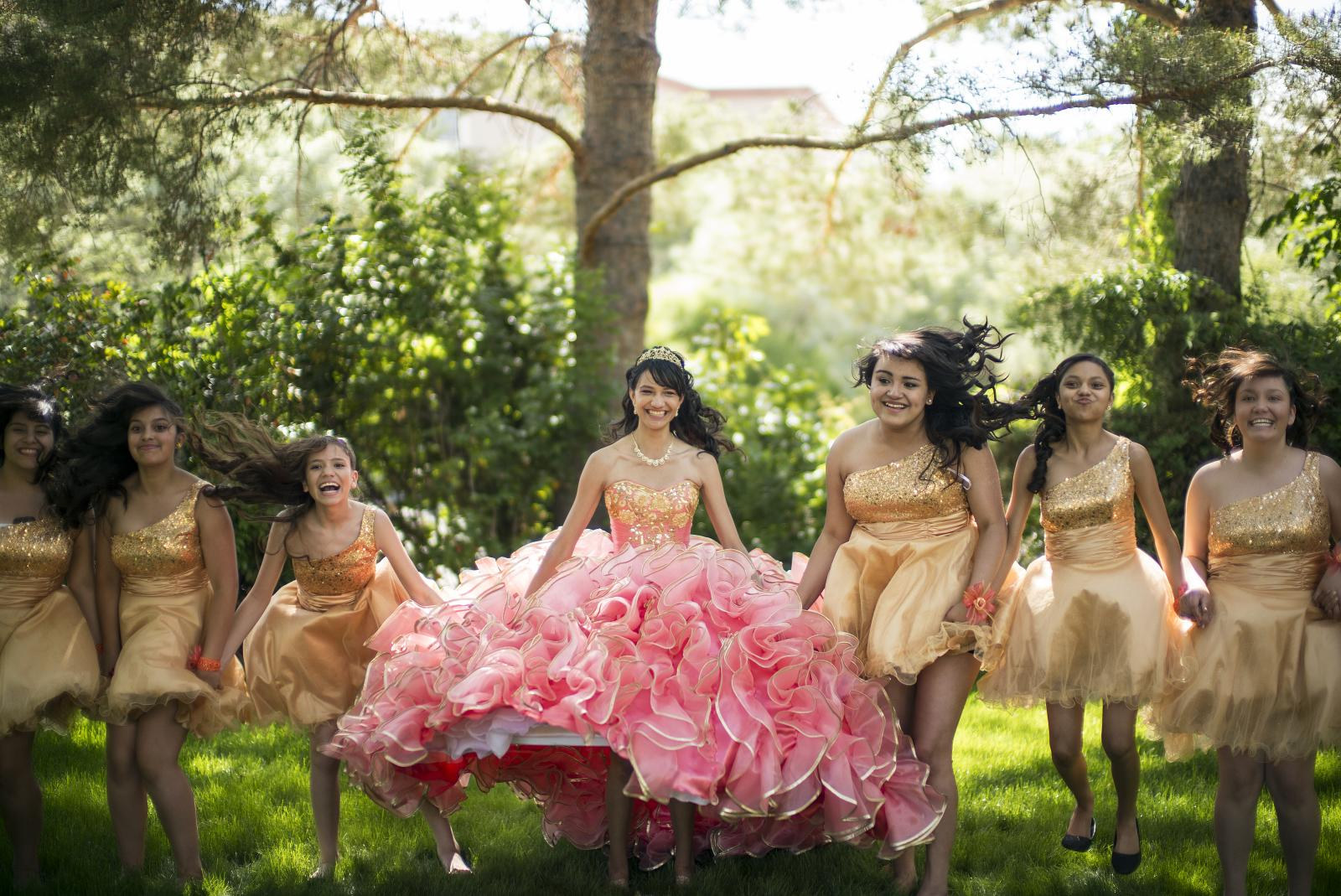
Een Quinceañera in de Verenigde Staten. Vaak draagt de jarige een uitgedoste, felgekleurde prinsessenjurk

Quinceañera is een Mexicaans feest waarmee de vijftiende verjaardag van een meisje wordt gevierd. Hiermee maakt ze symbolische de overgang van kind naar volwassene. Varianten van het feest worden tevens in andere Latijns-Amerikaanse landen gevierd. Ook vindt het door immigratie steeds meer in de Verenigde Staten plaats.